# Juan de Cardona
Juan de Cardona y Ventimiglia, conde de Avellino [c.1470, Sicilia? - Ferrara, mayo 1512], hijo de Artal de Cardona (c. 1435-1478), II conde de Collesano, y de su esposa María de Ventimiglia, fue un noble y militar italo-español de la rama siciliana de la casa de Cardona, que sirvió como capitán de caballería al rey Fernando II de Aragón, durante las guerras italianas, tras haber pasado unos años al servicio de los Borgia.

## Al servicio de César Borgia
A finales de 1499, se le puede encontrar sirviendo a César Borgia, gonfaloniere del ejército papalino de su padre Alejandro VI con el cual luchará en la Romaña durante las campañas que mantuvo en esta región hasta 1503.
Durante el periodo de servicio asistió como invitado a la boda de Lucrecia Borgia con Alfonso d'Este en enero de 1502, junto con otro capitán español, Hugo de Moncada, como parte de la comitiva del hermano de la novia, César Borgia.

## Guerras por el reino de Nápoles
En el verano de 1503, tras la muerte de Alejandro VI, Juan de Cardona, junto a su hermano Antonio y Hugo de Moncada, abandonan el servicio a César Borgia, marchando a unirse al ejército del Gran Capitán que combatía con los franceses en la Gaeta durante la guerra de Nápoles, donde había muerto su hermano Hugo, antiguo capitán de las guardias del pontífice.

## Gobernador de Calabria
En diciembre de 1509 fue nombrado gobernador de Calabria. Hacia octubre de 1511 fallece su esposa Juana, hija de Bernardo de Vilamarín, almirante de las galeras de Nápoles.

## Guerra de la Liga de Cambrai
A finales de 1511 formó parte del ejército que se organizó en el reino de Nápoles con motivo de la constitución de la Santa Liga acordada con Venecia y el Papado. El 12 de abril de 1512 participó en la batalla de Rávena comandando una compañía de 60 hombres de armas. Estando en la vanguardia liderada por Fabricio Colonna, fue malherido y preso, muriendo al poco.